# Gartz (Oder)
Gartz település Németországban, azon belül Brandenburgban. Lakosainak száma 2427 fő (2023. december 31.).

## Népesség
A település népességének változása:
| Lakosok száma | 2477 | 2550 | 2550 | 2442 | 2452 | 2427 |
|               | 2010 | 2017 | 2019 | 2021 | 2022 | 2023 |